# Игњат Ђурђевић
Игњат Ђурђевић (итал. Ignazio Giorgi; 13. фебруар 1675 — 21. јануар 1737) био је дубровачки барокни песник и преводилац из Дубровачке републике.

## Биографија
Родио се као Никола, син Бернарда Ђорђића властелина у Дубровнику. У младости је почео да пише песме, од којих је више остало у рукопису. Једну омању збирку коју је објавио Људевит Гај 1855. године, зна се да је преписао и повезао извесни Матија Градић. Потписивао се млади Ђорђић у то време (по италијански) са: Нико Барње Ди Ђорђи - властелин у Дубровнику. Када се буде "заредио" у Риму 1697. године добиће као језуита, ново име Игнације. После седам година живота међу монасима језуитима у Италији, вратио се у Дубровник. Проживео је следеће две године (1704—1706) као световњак, без ризе, обучен у грађанску одећу. Затим се поново заредио, али у католичком реду Св. Бенедикта.
Писао је љубавне и духовне песме, религиозне поеме (Уздаси Мандаљене покорнице — „у шпиљи од Марсиље”) (1728; 1851), преводио псалме Давидове (Салтијер Словински) (1729), те саставио је обиман речник дубровачких писаца и др.
Овај његов последњи рад највише је карактеристичан за духовне тежње тог века и за општу оријентацију књижевности која је у њему створена.
Његова дела је поново издавао (и осавременио) половином 19. века хрватски књижевник и новинар Људевит Гај.
Саставио је биографски речник дубровачких писаца.

## Етницитет
Отац му је био Бернардо Ђорђи, а мајка Тереза Златарић. Није припадао старој дубровачкој породици Ђурђевић пореклом из Рима, већ једној другој породици истог имена која је добила племићку титулу неколико година пре Игњатовог рођења. Његова мајка је пореклом из српске породице Златарић. Тихомир Ђорђевић у својој књизи Македонија, на 78. страници, наводи како су Златарићи у Дубровник дошли из Македоније, позивајући се притом на дубровачког Србина католика, лингвисту Пера Будманија. Ђурђевић је написао једном како су "Златарићи пореклом из Србије", а Иван Кукуљевић Сакцински да су из Мизије-Мезије (Mysis orte parentibus). Драгољуб Павловић је у дубровачком архиву пронашао документ у којем пише да су Златарићи дошли из Сребренице. Ђурђевић је неколико пута у својој оставштини поменуо католички приручник на "српском језику" (lingua serviana), написан на ћирилици.